# Edgar Manucharyan
Edgar Manucharyan   (Erevan, 19 de gener de 1987) és un exfutbolista armeni de la dècada de 2000.
Fou internacional amb la selecció d'Armènia. Pel que fa a clubs, defensà els colors de Pyunik Yerevan, Ajax Amsterdam o Ural Yekaterinburg.